# Eumops maurus
Eumops maurus (Thomas, 1901) è un pipistrello della famiglia dei Molossidi diffuso nell'America meridionale.

## Descrizione

### Dimensioni
Pipistrello di medie dimensioni, con la lunghezza della testa e del corpo tra 60 e 72 mm, la lunghezza dell'avambraccio tra 51 e 54 mm, la lunghezza della coda tra 40 e 45 mm, la lunghezza del piede tra 11 e 12 mm, la lunghezza delle orecchie tra 21 e 22 mm e un peso fino a 22 g.

### Aspetto
La pelliccia è soffice. Il colore generale del corpo è marrone scuro con delle bandee bianche lungo la parte ventrale dei fianchi. La testa è larga ed appiattita, le labbra sono lisce. Le orecchie sono larghe, triangolari e unite alla base anteriore. Il trago è piccolo, con la base larga e l'estremità arrotondata, mentre l'antitrago è grande e semi-circolare. Le membrane alari sono brunastre chiare e attaccate posteriormente sulle caviglie. La coda è lunga, tozza e si estende per circa la metà oltre l'uropatagio. Nei maschi è presente una sacca ghiandolare sulla gola.

## Biologia

### Comportamento
Si rifugia in piccoli gruppi di 10-20 individui cavità degli alberi e sotto i tetti di edifici abbandonati.

### Alimentazione
Si nutre di insetti catturati in volo.

### Riproduzione
Femmine gravide sono state catturate in Ecuador a settembre.

## Distribuzione e habitat
Questa specie è diffusa nel Venezuela orientale, Guyana, Suriname, Ecuador orientale e negli stati brasiliani di Goiás, Tocantins e San Paolo.
Vive nelle foreste tropicali sempreverdi, nelle piantagioni e in zone umide di pianura fino a 500 metri di altitudine.

## Conservazione
La IUCN Red List, considerata l'assenza di informazioni recenti circa il suo areale e i requisiti ecologici, classifica E.maurus come specie con dati insufficienti (DD).